# ハリー・ポッターと不死鳥の騎士団 (サウンドトラック)
『ハリー・ポッターと不死鳥の騎士団 』はJ・K・ローリングの著作を映像化したシリーズ5作目となる2007年の同名映画のサウンドトラックである。作曲はニコラス・フーパーが担当し、ハリー・ポッター作品のスコアとしては最初の3作を担当したジョン・ウィリアムズ、4作目を手がけたパトリック・ドイルの仕事を受け継いだ形となる。フーパーはこのシリーズでは初起用であるが、デヴィッド・イェーツ監督とは以前に仕事をしたことがある。サウンドトラックは2007年7月10日に発売され、これは映画の公開の前日であった。

## 概要
フーパーはスコアに「ヘドウィグのテーマ」を組み込んだ。これはジョン・ウィリアムズがハリーポッターと賢者の石のために書いたハリー・ポッターシリーズのテーマともいえる曲で、その後のすべてのシリーズの映画に組み込まれている。 収録作業はロンドンのアビー・ロードスタジオにて2007年の3月と4月に行われ、2時間近くの音楽の収録にはフーパーと指揮者のAlastair King氏、ロンドン室内管弦楽団(Chamber Orchestra of London)が参加した。また、ドローレス・アンブリッジとヴォルデモートのハリーの心の侵入を表現するため、2つの主題が新たに作られた。パーカッションの音に深みを出すために日本の太鼓が使用されている。予告編ではX-Ray Dogによる"Divine Crusade"が使用されているが、これは"K-9 Empire"というアルバムにも収録されている。
フーパーは作曲のプロセスについていくらかをインタビューで明らかにしている。
彼はジョン・ウィリアムズが手掛けたハリー・ポッターシリーズの様々なスコアを聞くところから始めた。特に3作品目、アズカバンの囚人のスコアを気に入り、彼のやりたいことに沿っていると感じた。ヘドウィグのテーマなど、いくつかは不死鳥の騎士団のスコアに取り入れられているが、最終的にはウィリアムズに寄せるのではなく自分の得意とする作風を取り入れることにした。
このことについてフーパーは、「ウィリアムズの模倣は不可能であり、自分なりの表現を尽くすことがベストだと感じた」と語っている。

## 評価
本サウンドトラックは、シリーズの前4作と比べると評価が割れる結果となった。
FilmtracksのChristian Clemmensenは星4/5をつけ、「ハリー・ポッターシリーズの一つとしても、また今作品の中でも楽曲群としての一貫したテーマを演出できたとは言えないだろう」と評している。
また、MovieCuesのArchie Wattは「悪いスコアだというわけでは決してないが、今までのハリー・ポッターシリーズと比べると見劣りしてしまう面もあるだろう」とした。

## 収録曲
本サウンドトラックの収録曲は、映画での使用順序とは異なっている。映画では、3、4、17、15、10、13、2、16、5、8、9、14、1、11、6、12、7、18の順序で聞くことができる。
| #         | タイトル                                                                          | 作詞  | 作曲・編曲 | 時間 |
| --------- | --------------------------------------------------------------------------------- | ----- | ---------- | ---- |
| 1.        | 「ファイアーワークス」(Fireworks)                                                 |       |            | 1:31 |
| 2.        | 「アンブリッジ先生のテーマ」(Professor Umbridge)                                  |       |            | 2:12 |
| 3.        | 「もうひとつの話」(Another Story)                                                 |       |            | 1:52 |
| 4.        | 「地下道のディメンター」(Dementors in the Underpass)                              |       |            | 3:27 |
| 5.        | 「ダンブルドア軍団」(Dumbledore's Army)                                           |       |            | 1:30 |
| 6.        | 「予言者たちのホール」(Hall of Prophecy)                                          |       |            | 3:23 |
| 7.        | 「憑依」(Possession)                                                              |       |            | 1:42 |
| 8.        | 「必要の部屋」(The Room of Requirement)                                           |       |            | 2:00 |
| 9.        | 「キス」(The Kiss)                                                                |       |            | 1:54 |
| 10.       | 「ホグワーツへの旅」(A Journey to Hogwarts)                                       |       |            | 6:10 |
| 11.       | 「シリウスの続き」(The Sirius Deception)                                          |       |            | 2:11 |
| 12.       | 「シリウスの死」(Death of Sirius)                                                 |       |            | 2:56 |
| 13.       | 「アンブリッジ先生、美しい朝を台無しにする」(Umbridge Spoils a Beautiful Morning) |       |            | 2:19 |
| 14.       | 「闇による支配」(Darkness Takes Over)                                             |       |            | 2:28 |
| 15.       | 「魔法省」(The Ministry of Magic)                                                 |       |            | 4:38 |
| 16.       | 「トレローニー教授いなくなる」(The Sacking of Trelawney)                          |       |            | 2:47 |
| 17.       | 「不死鳥の騎士団の飛行」(Flight of the Order of the Phoenix)                      |       |            | 4:44 |
| 18.       | 「愛する者と旅立ち」(Loved Ones and Leaving)                                      |       |            | 9:39 |
| 合計時間: | 合計時間:                                                                         | 52:22 |            |      |

- 「ダンブルドア軍団(Dumbledore's Army)」は、ハリー・ポッターと謎のプリンスのクイディッチチーム選抜試験のシーンでも使用された。
- 「もうひとつの話(Another Story)」「予言者たちのホール(Hall of Prophecy)」「必要の部屋(The Room of Requirement)」「ホグワーツへの旅(A Journey to Hogwarts)」には、ジョン・ウィリアムズが書いた「ヘドヴィグのテーマ」のメロディが含まれている。
- 「キス(The Kiss)」は、ハリー・ポッターと死の秘宝Part 2の終わりに高架橋のシーンでも使用されている。